# Nazionale maschile di pallamano dell'Angola
La nazionale angolana di pallamano rappresenta l'Angola nelle competizioni internazionali e la sua attività è gestita dalla Federação Angolana de Andebol.

## Storia
La nazionale angolana ha ottenuto per 3 volte il terzo posto alla Coppa d'africa. E si è qualificata 5 volte ai mondiali di pallamano